# Another Happy Day
Another Happy Day (bra: Bastidores de um Casamento; prt: Mais um Dia Feliz) é um filme independente estadunidense de 2011, do gênero comédia dramática, escrito e dirigido por Sam Levinson.

## Sinopse
Um fim de semana em família é repleto de minas emocionais para Lynn (Ellen Barkin) mulher frágil e sensível, quando ela chega à propriedade de Annapolis dos pais para o casamento de seu filho mais velho, Dylan (Michael Nardelli), acompanhado por seus três filhos mais novos (Ezra Miller, Kate Bosworth, Daniel Yelsky). As esperanças de Lynn para uma reunião alegre são esmagadas quando seu filho do meio irônico, mas problemático Elliot (Ezra Miller) lança granadas verbais para sua mãe e seus parentes enquanto a filha Alice (Kate Bosworth), luta bravamente para manter seu comportamento sob controle. O fim de semana se desenrola rapidamente, quando Lynn exige ser ouvida por sua mãe distante e desdenhosa (Ellen Burstyn), pai distante e doente (George Kennedy) e irmãs sempre julgadoras (Siobhan Fallon Hogan, Diana Scarwid), mas principalmente por seu ex-marido Paul (Thomas Haden Church) e sua segunda esposa temperamental Patty (Demi Moore). Confrontada com as verdades profundamente dolorosas e semienterradas que deram origem à teia primordial de ressentimentos da família.

## Elenco
- Ellen Barkin como Lynn Hellman
- Kate Bosworth como Alice Hellman
- Ellen Burstyn como Doris
- Thomas Haden Church como Paul
- George Kennedy como Joe
- Ezra Miller como Elliot Hellman
- Demi Moore como Patty
- Siobhan Fallon Hogan como Bonnie
- Michael Nardelli como Dylan
- Daniel Yelsky como Ben Hellman
- Eamon O'Rourke como Brandon
- Lola Kirke como Charlie
- Jeffrey DeMunn como Lee
- Diana Scarwid como Donna

## Lançamento
Another Happy Day foi exibido no 27.º Festival de Cinema de Sundance, em 23 de janeiro de 2011. O filme também foi exibido no South by Southwest em 18 de março de 2011; no Festival de Cinema de Woodstock em 23 de setembro; no Mill Valley Film Festival em 12 de outubro; e recebeu um lançamento limitado em 18 de novembro.
Barkin recebeu elogios da crítica de cinema por sua performance com muitos revisores, considerando seu retrato como digno de um Oscar de Melhor Atriz. O filme faturou US$ 8,4 mil nas bilheterias domésticas e US$ 347,2 mil internacionalmente, totalizando US$ 355,7 mil em todo o mundo. Recebeu críticas mistas dos críticos, mantendo 45% no Rotten Tomatoes e 46/100 no Metacritic, indicando "críticas mistas ou médias".